# Gisikon
Gisikon é uma comuna da Suíça, no Cantão Lucerna. Em 2017 possuía 1.331 habitantes. Estende-se por uma área de 1,08 km², de densidade populacional de 1.232,4 hab/km². Confina com as seguintes comunas: Honau, Inwil, Root.
A língua oficial nesta comuna é o Alemão.